# Mattias 'IA' Eklundh
Mattias "IA" Eklundh nacido en 1969 en Gotemburgo, Suecia es un guitarrista y vocalista, conocido por su trabajo con las bandas Freak Kitchen, Frozen Eyes, Fate, The Jonas Hellborg Trio, y Art Metal. También ha publicado varios discos como solista. También ha figurado prominentemente, tocando su reconocible estilo de guitarra, en 3 álbumes de la banda Soilwork.

## Historia
Mattias Eklundh, guitarrista de la banda sueca Freak Kitchen, se ha convertido en uno de los guitarristas más innovadores de los últimos tiempos.
Comenzó a tocar la batería a la edad de 6 años después de escuchar el disco de Kiss "Destroyer". Pero a la edad de 11 años viendo a Frank Zappa cambió su visión de la música y se convirtió en un gran fan de Zappa y de Kiss, a quienes considera una gran influencia.
A los 13 años cambió la batería por la guitarra y comenzó a practicar fanáticamente, aprendiendo también libros de teoría musical que tomaba de la biblioteca.
Formó un grupo llamado Frozen Eyes con los cuales editó un trabajo del mismo nombre en 1988. Más tarde fue a Copenhague y se unió a la banda Fate, con la que saca un álbum en 1991 titulado "Scratch 'n' Sniff", además Mattias fue elegido The Guitar Player Of 90's según las revistas japonesas.
Por fin en 1992 Mattias forma Freak Kitchen.
En 1995 lanza su primer libro didáctico: Freak Guitar Vol. 1, donde entre otras cosas enseñaba a usar abrazaderas para mangueras y mandos a distancia en un vídeo realmente "freaky".
Mattias está también detrás del proyecto Mr. Libido y su álbum "Sensually Primitive" lanzado en 1997.
Aparte de sus discos en solitario (Freak Guitar) y con Freak Kitchen, ha colaborado con diversos artistas como Evergrey, Soilwork, Ureas y en tributos a Yngwie J. Malmsteen y Jason Becker.
El es zurdo pero ejecuta la guitarra como diestro.

## Discografía

### Solista
- Mr Libido/Sensually Primitive (TSP, 1997, released 2005 in new pressing)
- Freak Guitar (TSP, 1999)
- Freak Guitar - The Road Less Traveled (TSP, 2004)

### Freak Kitchen
- Appetizer (Thunderstruck/TSP, 1994)
- Raw (promotional cd-single, Thunderstruck/TSP, 1994)
- Swedish Hard Rock and Heavy Metal 1970-1996 (compilation, Vertigo, 1996)
- Spanking Hour (Thunderstruck/TSP, 1996)
- Freak Kitchen (Thunderstruck/TSP, 1998)
- Dead Soul Men (Thunderstruck/TSP, 2000)
- Move (Thunderstruck/TSP, 2002)
- Lost in Bordeaux - promotional single (NTS, 2002)
- Swedish Hard Rock & Heavy Metal - bonus CD (Premium Publishing, 2002)
- Nobody's Laughing - DVD single (NTS, 2002)
- Organic (Thunderstruck/TSP, 2005)
- ProgPower USA VII/The CD (Lucid Lounge Studios 2006)
- Land of the Freaks (Thunderstruck Productions, 2009)

## Otros Proyectos
- Frozen Eyes/The Metal Collection III (Ebony records, 1987)
- Frozen Eyes/Frozen Eyes (Bums records, 1988)
- Fate/Scratch´n Sniff (EMI, 1990)
- Chroming Rose/Garden of Eden (Emi Electrola, 1991)
- Road Ratt/Road Ratt (Reel records, 1992)
- Is this tough or what?/Compilation (Arda records, 1992)
- Pagan/The Weight (Brave records, 1993)
- Triple & Touch/T & T (Musik/Musik, 1993)
- Tornado Soup/Tornado Soup (Navian music, 1994)
- Hans Lindell/En del av bilden… (Arte figurative, 1996)
- Sven Olander/Air Blue (Olander, 1997)
- Evergrey/The Dark Discovery (GNW, 1998)
- Locomotive Breath (Blue Stone Music, 1997)
- Hans Sahlin/Hans Sahlin (recorded in 1997, yet to be released)
- Torben Schmidt (recorded in 1997/98, yet to be released)
- Soilwork/Steelbath Suicide (1998)
- Janne Lucas (recorded in spring 1998, yet to be released)
- Soilwork/Machinegun Majesty (1999)
- Guitar Oddysey - A tribute to Yngwie Malmsteen (1999, GNW)
- Warmth in the Wilderness - A tribute to Jason Becker (Lion Music, 2001)
- Bumblefoot/9.11 (2001, Hermit Inc.)
- Mister Kite (2001, Lion Music)
- Locomotive Breath/Heavy Machinery (2002))
- Soilwork/Natural Born Chaos (2002)
- United - DVD (2005)
- Plug In (2001, yet to be released)
- Johan: Lead Guitar (Thunderstruck/TSP, 2002)
- Laudamus/Lost in Vain (Escape Music, 2003)
- Claes Pihl/Hopptorn (Eld Records, 2003)
- Ken Tamplin & friends/Wake the Nations (Song Haus Music, 2003)
- Cocobat/Fire Ant Moving Co. (Toy's Factory, 2003)
- Martin Motnik/Bass Invader (www.martinmotnik.com, 2005)
- Locomotive Breath/Change of Track (Lion Music, 2005)
- Christophe Godin's Metal Kartoon (Why Note, 2005)
- Petrus/Come What Might (Also producer, Playground 2006)
- Planet Alliance (Metal Heaven, 2006)
- Guitarists 4 the Kids (World Vision, 2006)
- Ureas/The Naked Truth (Locomotive Records, 2006)
- Par Edwardson/Bodybuilding - but with centimetre? (Rekord Records, 2006)
- Magnus Rosén/Set Me Free (LBM Prod., 2007)
- Electric Earth/Selling Souls (Phantom Music, 2007)
- Art Metal (Bardo Music, 2007)

## Material Didáctico
- Freak Guitar Vol 1 (video didáctico para guitarra, filmado en 1994, lanzado en 1995, Thunderstruck Productions)
- Hyper Freak Exercise (CD didáctico lanzado para el Young Guitar magazine, Japan. Shinko Music Publishing. 1999).
- Hyper Freak Exercise DVD (DVD didáctico lanzado para Young Guitar magazine, Japan. Shinko Music Publishing. 2001).
- Super Virtuosity DVD (DVD didáctico lanzado para Young Guitar magazine, Japan. Shinko Music Publishing. 2004).